# Franziska Kett
Franziska Kett (Deggendorf, 24 de octubre de 2004) es una futbolista alemana. Juega como delantera en el Bayern Múnich de la Bundesliga Femenina de Alemania. Es internacional con la selección sub-19 de Alemania.

## Trayectoria
Kett se inició en el fútbol juvenil en el FC Edenstetten del distrito de Edenstetten dentro del distrito de Deggendorf en la Baja Baviera. Más tarde perteneció al SpVgg Grün-Weiß Deggendorf hasta alcanzar la categoría sub-15 tras lo cual fue fichada por el Bayern Múnich para integrar las filas de su equipo sub-15 de cara a la temporada 2020-21. Para la siguiente temporada ya había disputado 15 partidos de liga en los que marcó 6 goles; su primer tanto ocurrió en la quinta fecha disputada en septiembre de 2021, una victoria por 4-1 contra el segundo equipo del VfL Wolfsburgo en la que la delantera abrió el marcador.
En marzo de 2022 firmó su primer contrato profesional con el equipo bávaro, tras lo cual debutó en la Bundesliga Femenina con el primer equipo el 25 de septiembre en la victoria por 3-0 ante el Werder Bremen sustituyendo a Carolin Simon a seis minutos del final. Días más tarde disputó su primer partido continental en la segunda ronda de clasificación de la Liga de Campeones 2022-23 en una victoria por 3-1 sobre la Real Sociedad. Marcó su primer gol en la liga alemana el 30 de octubre de 2022 cuando su equipo se impuso por 3-1 ante el SV Meppen, con la delantera sellando el resultado final.

## Selección nacional
Kett disputó su primer partido internacional el 3 de noviembre de 2017 jugando para la sub-15 de Alemania en una derrota amistosa contra Estados Unidos por 1-6, encuentro que la vio anotar su primer gol internacional. En esta categoría registró 7 goles en 8 partidos. Dos años después, apareció en dos partidos con la sub-17 alemana.
En junio de 2022 debutó con el combinado sub-19 de su país, en una victoria por 4-1 ante Francia. Además, jugó los 3 partidos de su grupo en el Campeonato Europeo Sub-19 de 2022, tras lo cual las alemanas se despidieron del torneo al no poder superar la primera fase.

## Estadísticas

### Clubes
| Club          | País     | Año             |
| ------------- | -------- | --------------- |
| Bayern Múnich | Alemania | 2022 - presente |